# غايتانو داغوستينو
غايتانو داغوستينو (بالإيطالية: Gaetano D'Agostino)‏ (مواليد 3 يونيو 1982 في باليرمو - إيطاليا) لاعب كرة قدم إيطالي يلعب حاليا لصالح نادي الدرجة الأولى فيورنتينا الإيطالي منذ 2010 في مركز الوسط المحوري .

## روابط خارجية
- غايتانو داغوستينو على موقع قاعدة بيانات كرة القدم.إي يو (الإنجليزية)
- غايتانو داغوستينو على موقع ناشيونال فوتبول تيمز (الإنجليزية)
- غايتانو داغوستينو على موقع Soccerway.com (الإنجليزية)
- غايتانو داغوستينو على موقع عالم كرة القدم.نت (الإنجليزية)
- غايتانو داغوستينو على موقع كووورة